# Llista d'estats sobirans del 1919

## Estats sobirans

### A
- Afganistan – Emirat de l'Afganistan (des del 19 d'agost)
- Alemanya – Imperi Alemany[1]
- Alt Asir – Emirat de l'Alt Asir
- Andorra – Principat d'Andorra
- Argentina – República de l'Argentina
- Armènia – República Democràtica d'Armènia
- Asir – Emirat d'Asir
- Austràlia – Commonwealth d'Austràlia
- Àustria – República de l'Àustria Germana (fins al 10 de setembre)
  -  Àustria – República d'Àustria (des del 10 de setembre)
- Azerbaidjan – República Democràtica de l'Azerbaidjan

### B
- Bèlgica – Regne de Bèlgica
- Bolívia – República de Bolívia
- Brasil – República dels Estats Units del Brasil
- Bulgària – Regne de Bulgària

### C
- Canadà – Domini del Canadà
- Colòmbia – República de Colòmbia
- Costa Rica – República de Costa Rica
- Cuba – República de Cuba

### D
- Dinamarca – Regne de Dinamarca
- República Dominicana

### E
- Equador – República de l'Equador
- Espanya – Regne d'Espanya
- Estats Units – Estats Units d'Amèrica
- Estònia - República d'Estònia
- Etiòpia – Imperi d'Etiòpia

### F
- Finlàndia – Regne de Finlàndia (fins al 17 de juliol)
  -  Finlàndia – República de Finlàndia (des del 17 de juliol)
- França – República Francesa[2]

### G
- Geòrgia – República Democràtica de Geòrgia
- Grècia – Regne de Grècia
- Guatemala – República de Guatemala

### H
- Haití – República d'Haití
- Hijaz – Regne de Hijaz
- Hondures – República d'Hondures
- Hongria – República Popular d'Hongria (fins al 21 de març)

### I
- Iemen – Regne Mutawakkilita del Iemen
- Islàndia – Regne d'Islàndia[3][4]
- Itàlia – Regne d'Itàlia

### J
- Japó – Imperi del Japó[5]

### L
- Letònia - República de Letònia
- Libèria – República de Libèria
- Liechtenstein – Principat de Liechtenstein
- Lituània – República de Lituània
- Luxemburg – Gran Ducat de Luxemburg

### M
- Mèxic – Estats Units Mexicans
- Mònaco – Principat de Mònaco

### N
- Nicaragua – República de Nicaragua
- Noruega – Regne de Noruega
- Nova Zelanda - Domini de Nova Zelanda

### O
- Imperi Otomà[6]

### P
- Països Baixos – Regne dels Països Baixos
- Panamà – República del Panamà
- Paraguai – República del Paraguai
- Pèrsia – Imperi Persa
- Perú – República Peruana
- Polònia – República de Polònia
- Portugal – República Portuguesa

### R
- Regne Unit – Regne Unit de la Gran Bretanya i Irlanda
- Romania – Regne de Romania
- Rússia – República Socialista Federada Soviètica de Rússia

### S
- El Salvador – República del Salvador
- San Marino – Sereníssima República de San Marino[7]
- Regne dels Serbis, Croats i Eslovens
- - Regne de Siam
- Sud-àfrica – Unió de Sud-àfrica
- Suècia – Regne de Suècia
- Suïssa – Confederació suïssa

### T
- Terranova – Domini de Terranova
- Txecoslovàquia – República Txecoslovaca

### U
- Uruguai – República Oriental de l'Uruguai

### V
- Veneçuela – Estats Units de Veneçuela[8]

### X
- Xile – República de Xile
- República de la Xina

## Estats que proclamen la sobirania
- Baviera – República Soviètica de Baviera (del 6 d'abril al 3 de maig)
- Belarús – República Nacional de Belarús (fins al 5 de gener)
  -  Belorússia – República Socialista Soviètica Belarussa (5 de gener al 27 de febrer)
- Hongria – República Soviètica Hongaresa (del 21 de març al 6 d'agost)
- Irlanda – República Irlandesa (des del 21 de gener)
- Kars – República Caucasiana Sud Occidental (fins al 19 d'abril)
- Komancza – República Komancza (fins al 23 de gener)
- Lemko-Rusyn – República de Lemko-Rusyn
- Litbel – República Socialista Lituanobelarussa (del 27 de febrer al 25 d'agost)
- Caucas septentrional – República de la Muntanya del Nord del Caucas[9]
- Eslovàquia – República Soviètica d'Eslovàquia (des del 16 de juny al 7 de juliol)
- Tibet
- Ucraïna – República Popular d'Ucraïna (fins al febrer)
  -  República Socialista Soviètica Ucraïnesa (des del febrer)
- Ucraïna Occidental – República Nacional d'Ucraïna Occidental (fins al 22 de gener)